# رایرانگپور
رایرانگپور (به انگلیسی: Rairangpur) یک منطقهٔ مسکونی در هند است که در بخش مایوربانج واقع شده‌است. رایرانگپور ۴۷٬۲۹۴ نفر جمعیت دارد و ۲۴۸ متر بالاتر از سطح دریا واقع شده‌است.